# Úbislavice
Úbislavice (en allemand : Auslauf) est une commune du district de Jičín, dans la région de Hradec Králové, en République tchèque. Sa population s'élevait à 453 habitants en 2022.

## Géographie
Úbislavice se trouve à 9 km au nord-est de Jičín, à 39 km au nord-ouest de Hradec Králové et à 86 km à l’est-nord-est de Prague.
La commune est limitée par Syřenov et Stará Paka au nord, par Nová Paka à l'est, par Lužany et Dřevěnice au sud, et par Radim à l'ouest.

## Histoire
La première mention écrite de la localité date de 1357.

## Administration
La commune se compose de six sections :
- Česká Proseč
- Chloumek
- Stav
- Štěpanice
- Úbislavice
- Zboží

## Galerie

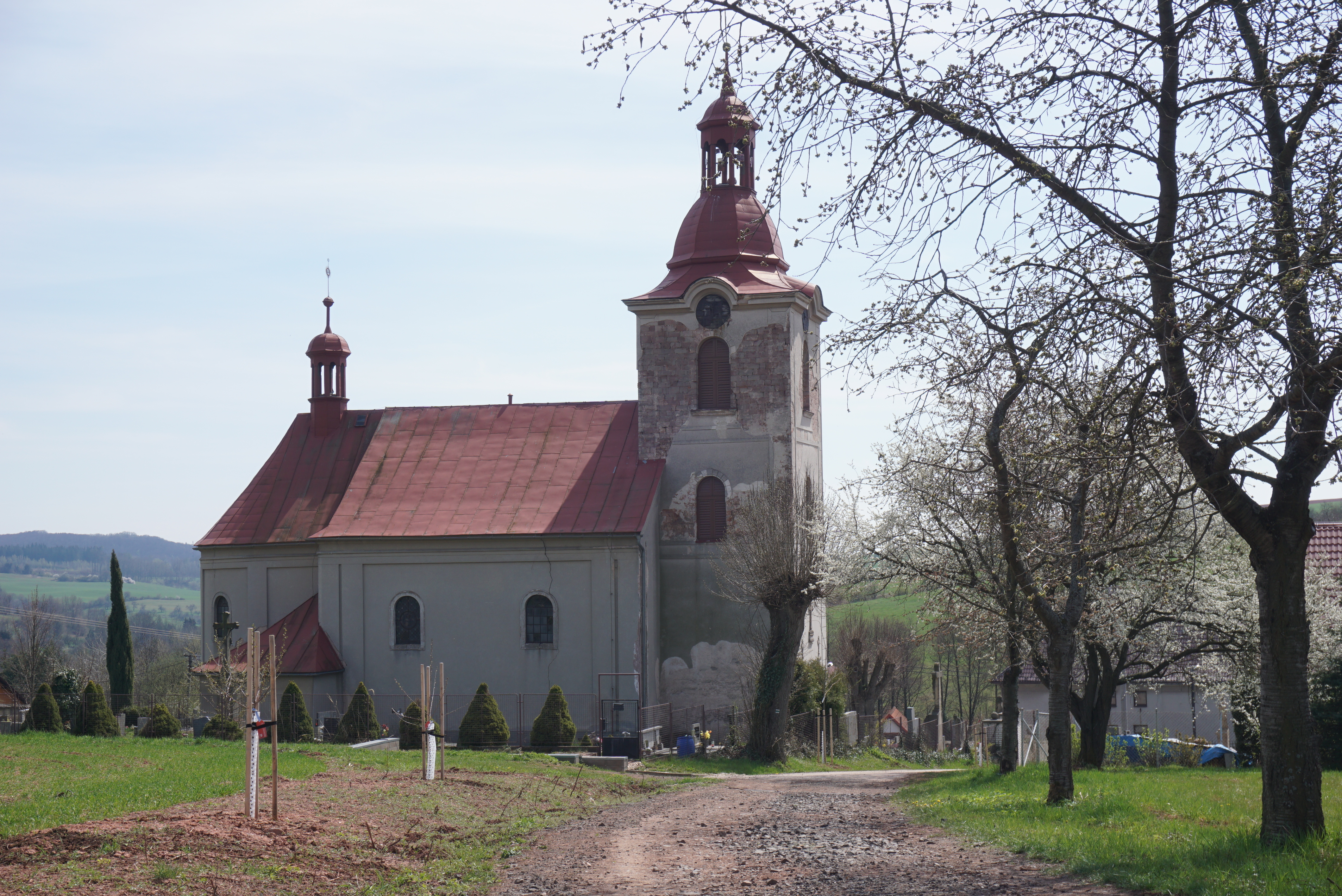
Église de la Nativité de la Vierge Marie.
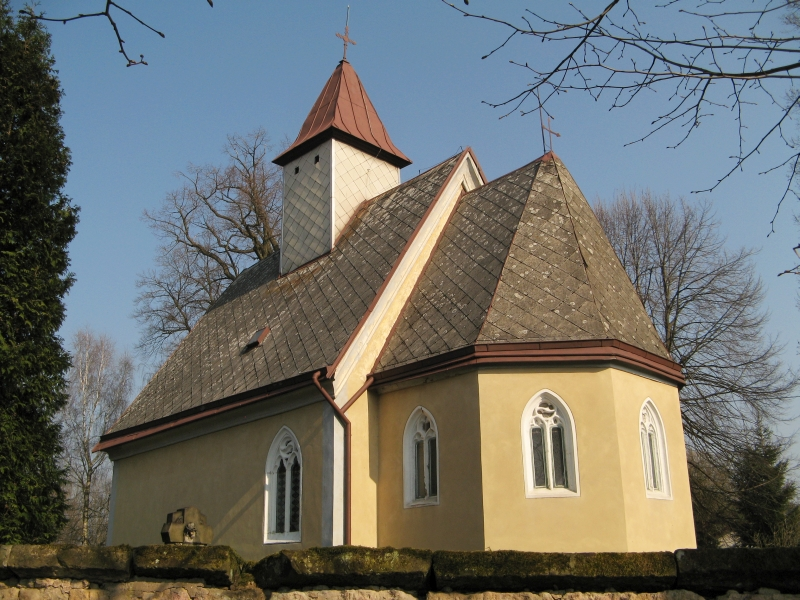
Stav : chapelle Saints-Pierre-et-Paul.

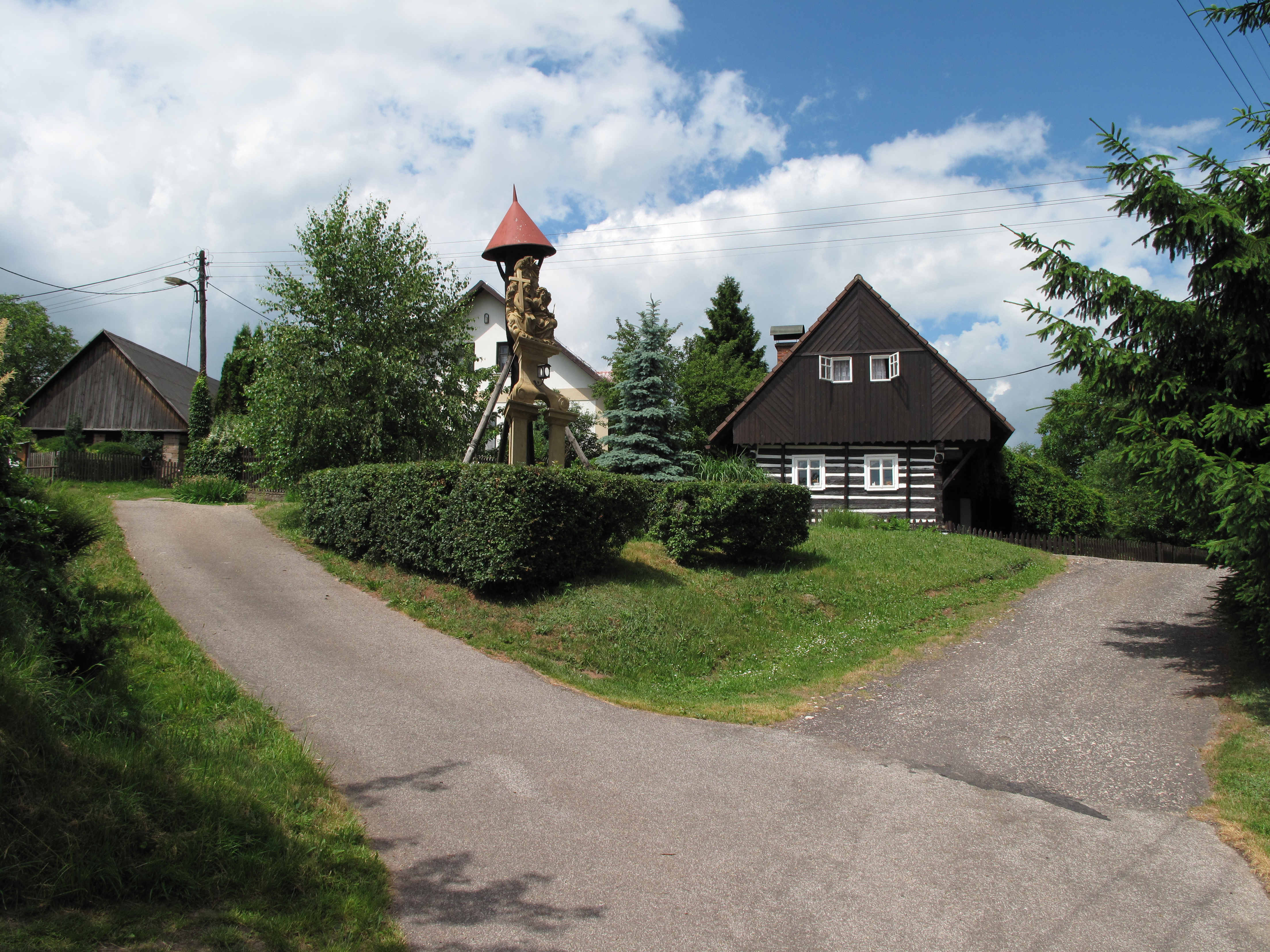
Clocher et statue à Česká Proseč.
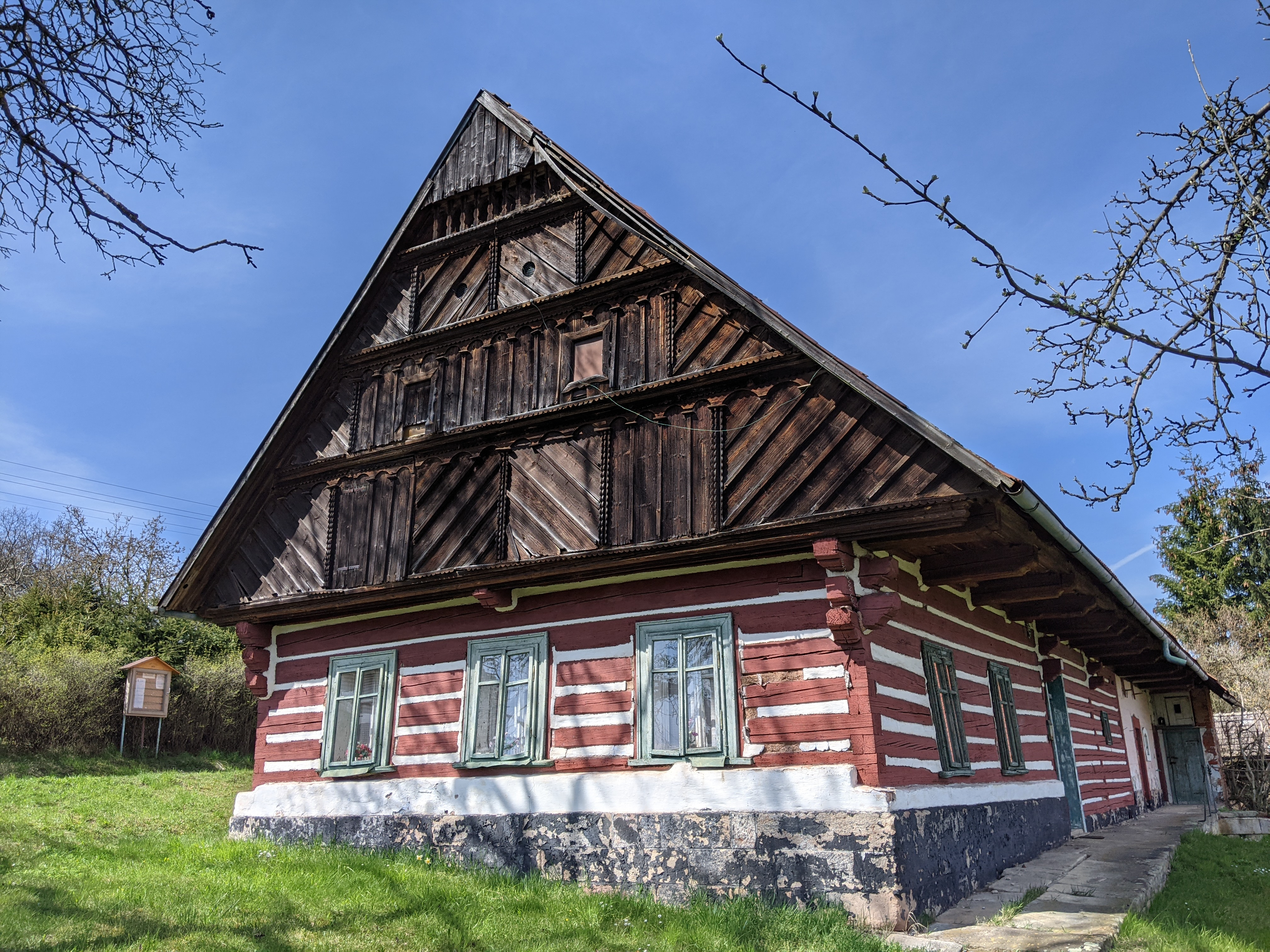
Maison à Zboží.

## Transports
Par la route, Úbislavice se trouve à 6 km de Nová Paka, à 15 km de Jičín, à 50 km de Hradec Králové et à 109 km de Prague. 